# Диброва (Криничанский район)
Диброва (укр. Діброва) — село,
Маломихайловский сельский совет,
Криничанский район,
Днепропетровская область,
Украина.
Код КОАТУУ — 1222084002. Население по переписи 2001 года составляло 4 человека.

## Географическое положение
Село Диброва находится на расстоянии в 1 км от села Маломихайловка и в 3-х км от села Новокалиновка.
По селу протекает пересыхающий ручей с запрудой.
Рядом проходит автомобильная дорога Т-0420.